# 메네프리다
메네프리다(Menefrida)는 콘월주 캠벨 어귀 근처의 세인트 민버 교구와 연관된 5세기 콘월 성자이다. 그녀의 이름은 다양하게 철자되며 며네프레다, 멘웨레다, 멘프레, 마인프레다, 마인프리다 등이 있다. 헨리 8세 때 해당 본당은 세인트 멘이프리드로 알려져 있다.
메네프리다는 웨일스 왕 브라칸의 많은 자녀 가운데 한 명이었으며, 1256년 이후 성인으로 언급되었다.윌리엄 오브 웁체스터는 15세기 후반 그의 영국 여행 중에 만든 메모에 보드민의 달력에서 복사한 "Sancta Menefrida, virgo non martir, die 24 Novembris"("성인 메네프리다, 처녀, 순교자 아님, 11월 24일")를 기록했다. 그녀의 성절일은 7월 24일이다.
St Minver의 St. Menefrida에게 헌정된 교회는 과도기 노르만 양식 과 초기 영국 양식의 석조 건물이다.